# Kloster Arbore

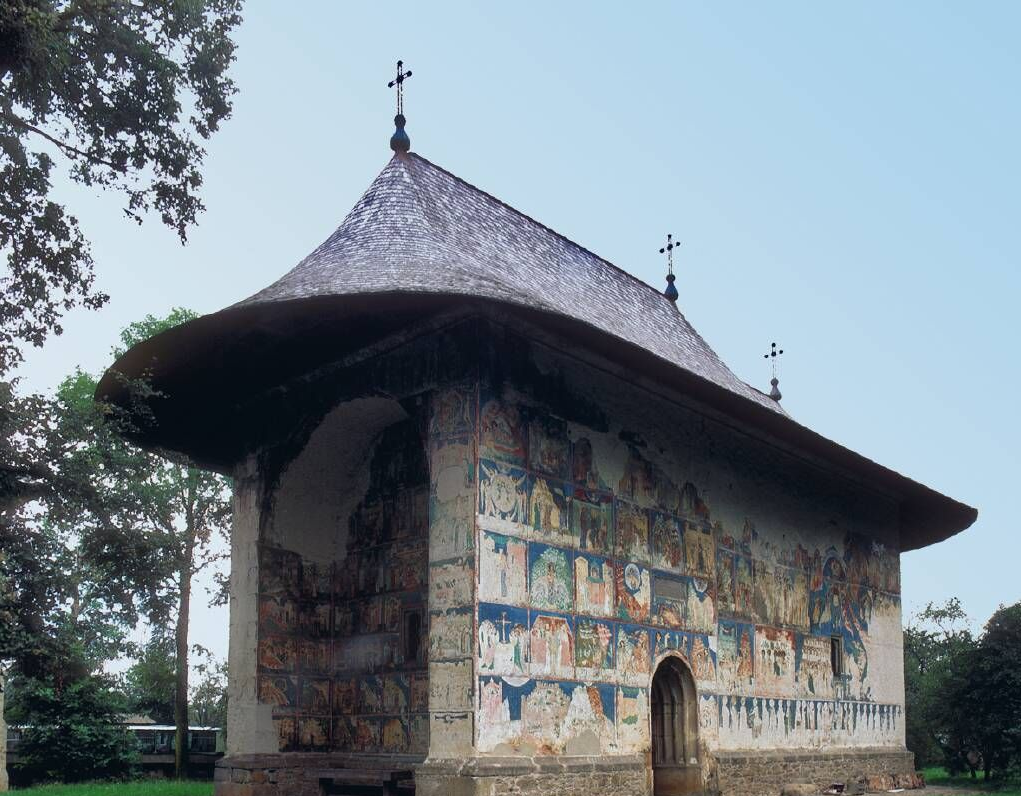
Kloster Arbore

Das  Kloster Arbore (rumänisch Mănăstirea Arbore) befindet sich in Rumänien nahe der Stadt Solca auf dem Territorium der Gemeinde Arbore im Kreis Suceava, etwa 25 km (Luftlinie) westnordwestlich der Kreishauptstadt Suceava. Die Klosterkirche Tăierea Capului Sfântului Ioan Botezătorul („Das Köpfen des Heiligen Johannes des Täufers“) wurde 1993 zusammen mit anderen Kirchen in der Moldau in die Liste des UNESCO-Weltkulturerbes aufgenommen.

## Geschichte
Luca Arbore, ein General von Stefan dem Großen, ließ im Jahr 1503 das Kloster errichten. Die kleine rechteckige Klosterkirche hat keine typische hohe Kuppel. Die überwiegend grünen Fresken wurden 1541 von einer Künstlergruppe um den Meister Dragoș Coman aus Iași gefertigt. Die am besten erhaltenen Fresken befinden sich an der Süd- und der Westseite. Luca Arbore und seine Ehefrau Iuliana wurden nach ihrem Ableben in der Kirche begraben. In den Jahren ab 1909 bzw. 1936 restaurierte man das Kloster. In dem Kloster befindet sich ein ethnographisches Museum.
Ein niedriger Glockenturm mit quadratischem Grundriss befindet sich etwas abseits auf dem Gelände nördlich der Kirche.

## Bildergalerie

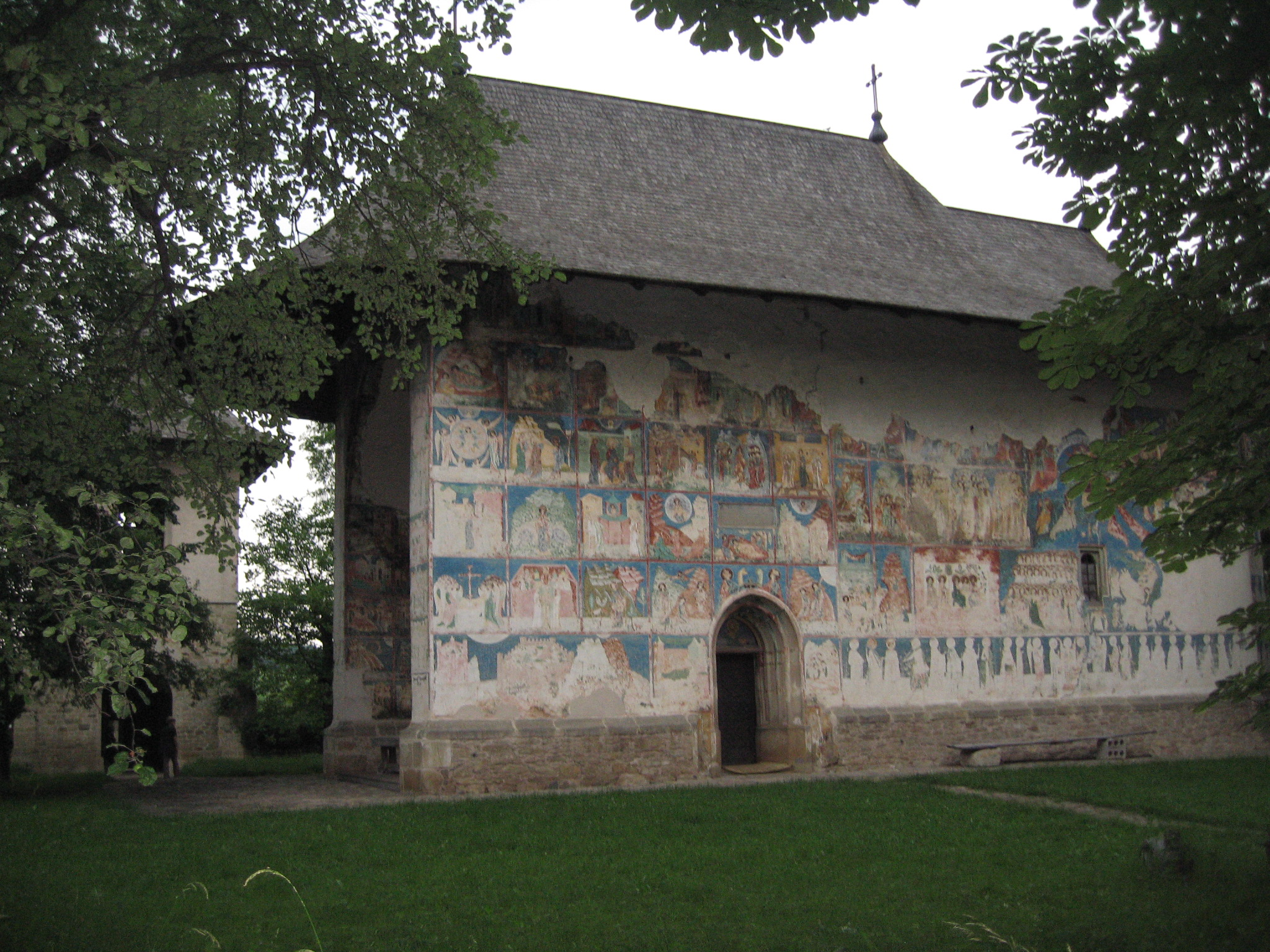
Südseite
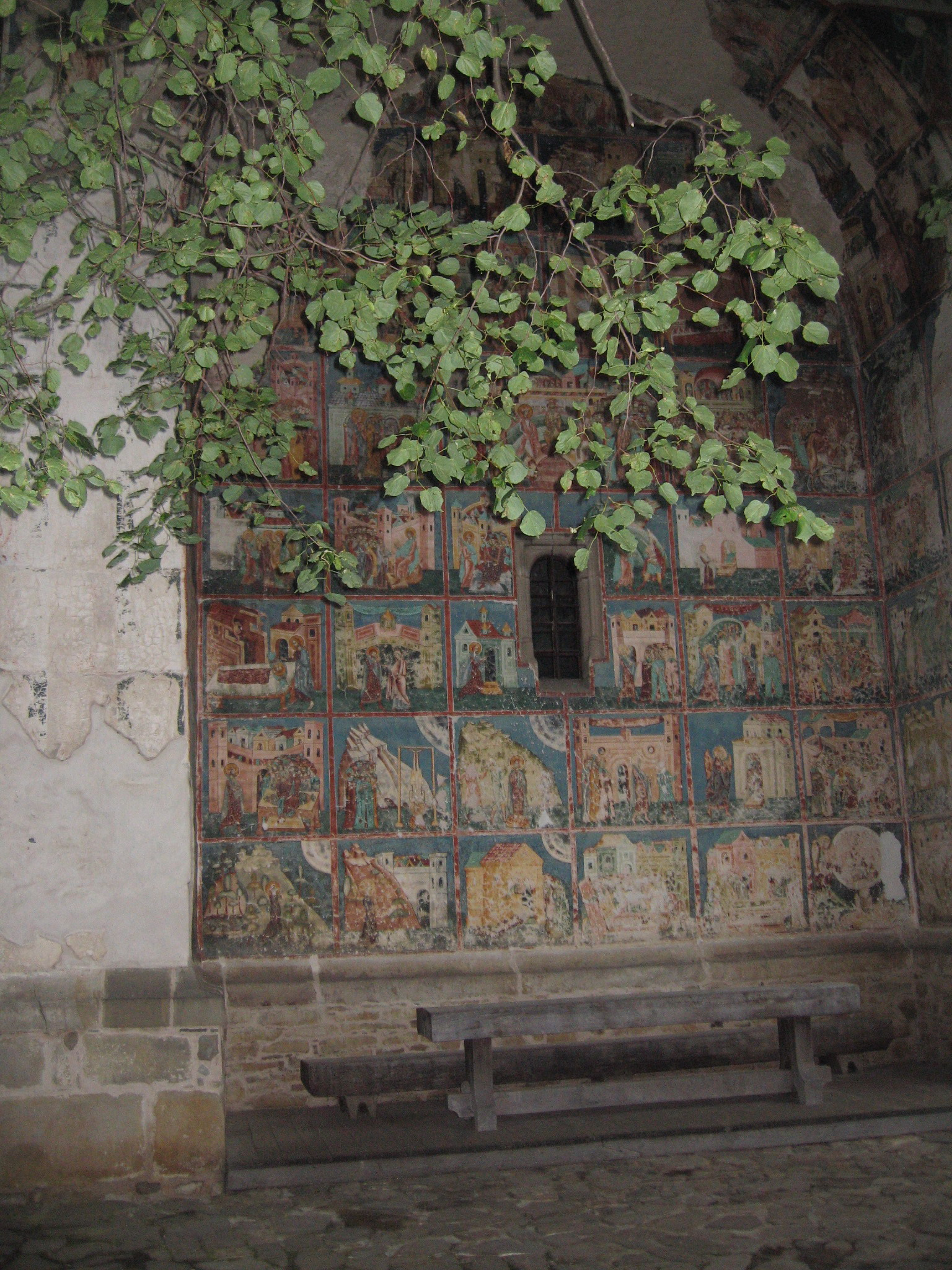
Westseite
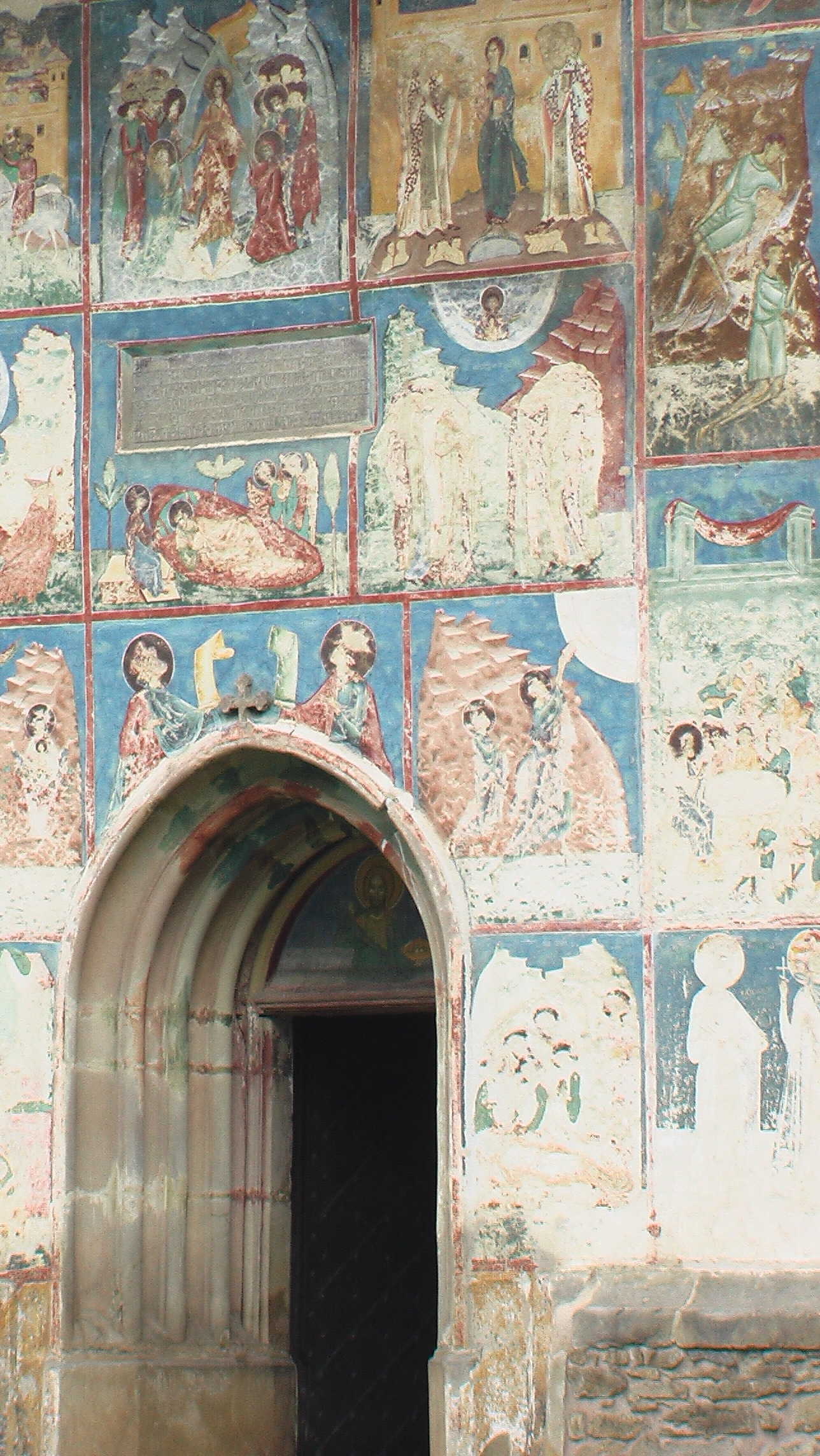
Eingang an der Südseite
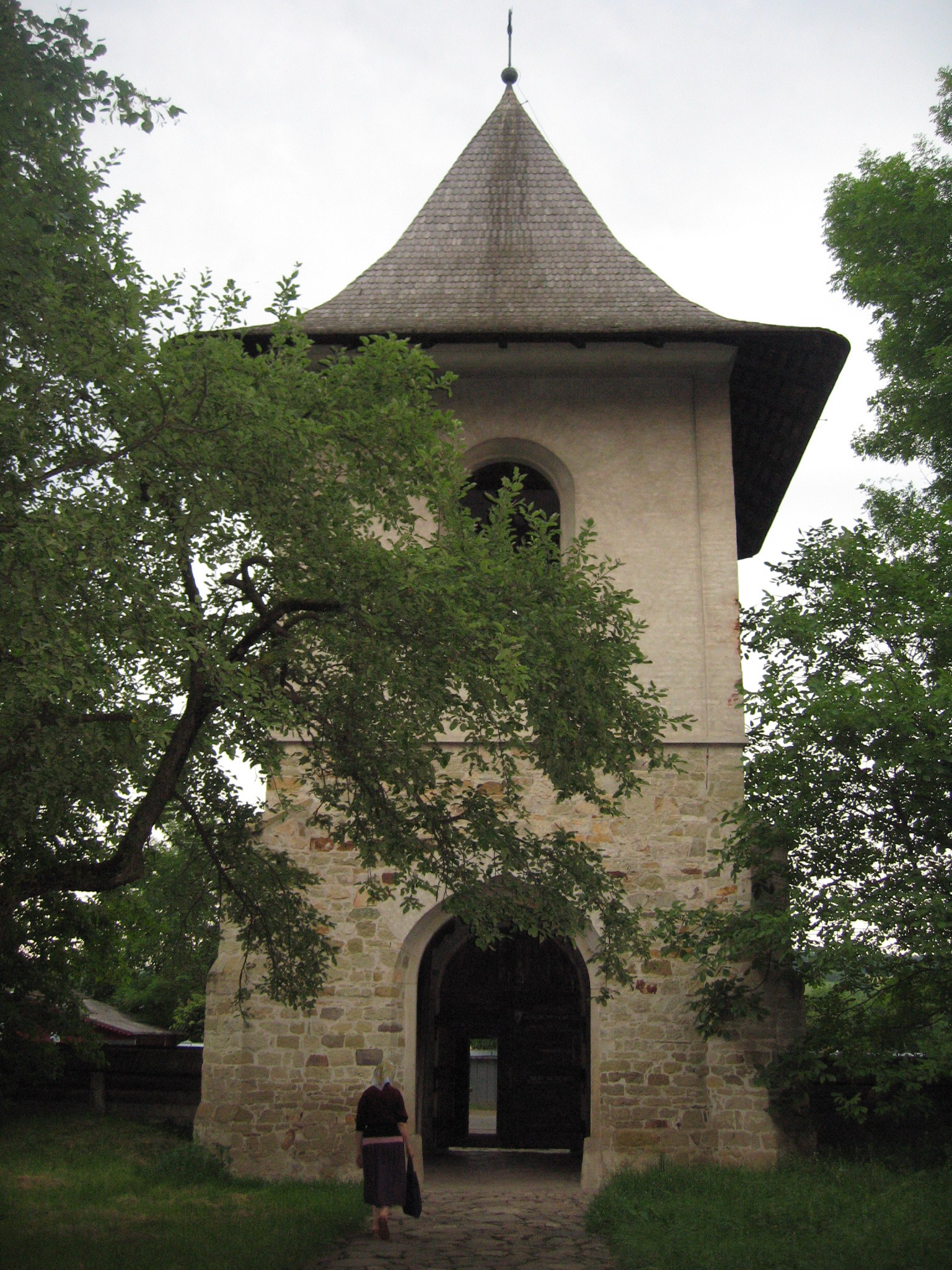
Turm